# Valerie Brisco-Hooks
Valerie Ann Brisco-Hooks (ur. 6 lipca 1960 w Greenwood) – amerykańska lekkoatletka (sprinterka).
3-krotna mistrzyni olimpijska z Los Angeles (1984) w biegach na 200 i 400 m oraz w sztafecie 4 × 400 m. Wicemistrzyni olimpijska z Seulu (1988) w sztafecie 4 × 400 m, brązowa medalistka mistrzostw świata (Rzym 1987) w tej samej konkurencji.